# HD177552
HD177552 — хімічно пекулярна зоря спектрального класу F0, що має видиму зоряну величину в смузі V приблизно  6,5.
Вона  розташована на відстані близько 146,2 світлових років від Сонця.

## Фізичні характеристики
Зоря HD177552 обертається 
досить швидко 
навколо своєї осі. Проєкція її екваторіальної швидкості на промінь зору становить  Vsin(i)= 69км/сек.